# Ząbrowiec
Ząbrowiec – wieś w Polsce, położona w województwie warmińsko-mazurskim, w powiecie elbląskim, w gminie Godkowo.
W latach 1975–1998 miejscowość administracyjnie należała do województwa elbląskiego. Miejscowość leży w historycznym regionie Prus Górnych.

## Historia
Wieś jest położona 22 km od Pasłęka i 5 km od Godkowa, w terenie górzystym, gdzie wzniesienia dochodzą do 194 m n.p.m. oraz w pobliżu Chronionego Krajobrazu Rzeki Wąskiej.  
Do 1945 r. nosiła nazwę Sommerfeld, następnie Latowice, a od 1948 przybrała obecną nazwę. 
Prawdopodobnie została założona przez Zakon Krzyżacki na początku XIV w. jako niemiecka wieś czynszowa. 
W czasie kampanii napoleońskich wielokrotnie wyniszczana kontrybucjami, chorobami przyniesionymi przez wojska francuskie i plądrowana. W czerwcu 1807 r. przez wieś przeszły wojska polskie gen. Jana Henryka Dąbrowskiego, kierujące się na Frydland (obecnie Prawdinsk), powodując głód we wsi. 
Przed wojną, wraz z sąsiednimi Zimnochami, wieś liczyła ok. 585 mieszkańców. 
Dzięki miejscowej społeczności, na początku lat 90. wybudowano kościół.
Na terenie wsi znajduje się maszt sieci telefonii GSM i świetlica.